# Annette Reeker
Annette Reeker (* 1956 in Rheine) ist eine deutsche Drehbuchautorin, Dramaturgin und Filmproduzentin, die auch als Showrunnerin arbeitet. Als Drehbuchautorin verwendet sie meistens das Pseudonym „Anna Tebbe“.

## Leben
Annette Reeker studierte an der Westfälischen Wilhelms-Universität Münster Philosophie, Katholische Theologie und Biologie. Zusätzlich absolvierte sie eine Ausbildung zur Sexualpädagogin.
In Münster arbeitete Reeker als Chefredakteurin des Stadtmagazins City. Danach schrieb sie als freie Journalistin für die taz, FR, Natur, konkret. Von 1983 bis 1985 war sie als wissenschaftliche Mitarbeiterin für Sozialpolitik in der 1. Legislaturperiode der Grünen im Deutschen Bundestag tätig. Im Anschluss folgten Anstellungen beim Westdeutschen Rundfunk, Radio Bremen und als Politikredakteurin beim Deutschlandfunk.
1991 gründete Reeker die Produktionsfirma Visuelle GmbH in Köln. Dort entstanden weitere Reportagen, Shows, TV Magazine und -Filme sowie einige preisgekrönte Fernseh- und Kinospots. Bekannt wurde die Firma außerdem mit  Comedy-Formaten wie Manngold und Sonst Gerne (beide mit Cordula Stratmann) und Switch. 1993 gründete sie die Agentur Storyline, in der sie Autoren vertrat, die u. a. für bekannte Comedy-Formate wie Samstag Nacht, Dirk Bach Show, Die Wochenshow oder Die Harald Schmidt Show tätig waren.
2008 gründete sie als Geschäftsführerin und Produzentin die all-in-production GmbH in München. Das Unternehmen verfilmte unter anderem die Bestseller-Romanen von Nele Neuhaus. Als Showrunnerin entwickelte und produzierte Annette Reeker die international besetzte Serie Cape Town. Dabei handelt es sich um eine Adaption des südafrikanischen Bestsellers Dead before dying von Deon Meyer.
Unter ihrem Autorinnenpseudonym Anna Tebbe adaptierte sie viele Buchvorlagen für die ZDF Taunuskrimi-Reihe, außerdem Danowski (nach einem Roman von Till Raether) und Das Lied der toten Mädchen (nach einem Roman von Linus Geschke). Für das ZDF entwickelte sie die Schwarzwaldkrimis und schrieb die Drehbücher für Und tot bist du! und Waldgericht.
Ende 2020 schied Annette Reeker aus der all in production GmbH aus und machte sich unter ihrem Label ANNA T. als Showrunnerin und Formatentwicklerin selbstständig.
Annette Reeker lebt in München.

## Filmografie (Auswahl)
- 1993: Manngold – Show mit Cordula Stratmann (16 Folgen)
- 1993: Dia Da-Frauenjournal
- 1997–2000: Switch (71 Folgen)
- 1998: Sonst Gerne – Show mit Cordula Stratmann (12 Folgen)
- 1999: Antrag vom Ex (Fernsehfilm)
- 2005–2007: Alles außer Sex (Fernsehserie, 20 Folgen)
- 2011: Kein Sex ist auch keine Lösung (Kino)
- 2011: Visus – Expedition Arche Noah (Fernsehfilm)
- 2012: Schlaflos in Schwabing (Fernsehfilm)
- seit 2013: Taunuskrimi (Fernsehreihe)
  - 2013: Schneewittchen muss sterben
  - 2013: Eine unbeliebte Frau
  - 2014: Mordsfreunde
  - 2015: Tiefe Wunden
  - 2015: Wer Wind sät 
  - 2016: Böser Wolf (Zweiteiler)
  - 2017: Die Lebenden und die Toten (Zweiteiler)
  - 2018: Im Wald (Zweiteiler)
- 2014: Meine Frau, ihr Traummann und ich (Fernsehfilm)
- 2016: Cape Town (Fernseh-Serie, 6 Folgen)
- seit 2019: Ein Schwarzwaldkrimi (Fernsehreihe)
  - 2019: Und tot bist Du! (Zweiteiler)
  - 2021: Waldgericht – Ein Schwarzwaldkrimi (Zweiteiler)
  - 2024: Schneekind – Ein Schwarzwaldkrimi (Zweiteiler)
- 2019: Danowski – Blutapfel (Fernsehfilm)
- 2019: Gipfelstürmer – Das Berginternat (Fernsehreihe)
  - 2019: Die Neue
  - 2019: Flieg, Liv, flieg!
  - 2019: Wir sind ist anders
  - 2019: Dabei sein ist alles
- 2023: Mit Harpunen schießt man nicht

## Auszeichnungen
2016: Nominierung der Deutschen Akademie für Fernsehen „herausragende Leistungen“ als Produzent für die Serie Cape Town.